# Stezni trn
Stezni trn služi za stezanje obradaka na tokarilici kod kojih se zahtijeva točnost kružnosti vrtnje unutarnje i vanjske plohe koja se ne može postići vanjskim stezanjem. Treba paziti da sila stezanja ne izobliči tankostijene obratke. Kod elastičnih steznih trnova obradak se steže poprečnim (radijalnim) širenjem prorezanog tijela (čahura, trn). Steznom maticom se pomiče prorezana čahura uzdužno po konusu i istovremeno širi. Steznim vijkom se uzdužno pomiče stezni konus (stožac) koji širi prorezani trn. 
Kod trnova sa steznim čeljustima obradak se steže poprečnim (radijalnim) širenjem više čeljusti. Povlačnim trnom čeljusti se pomiču uzdužno po stošcu (konusu) i istovremeno poprečno (radijalno) šire.
Kod ekspanzionih steznih trnova obradak se steže širenjem tankostijene čahure pod pritiskom ulja ili plastične mase. Pritisak ulja se proizvodi klipom i steznim vijkom.

## Stezne naprave za tokarenje
Pored uobičajenih i standardiziranih steznih naprava koje se nazivaju pomoćni pribor tokarilice (stezna glava, planska ploča, trn, čahura i druge), često su potrebne i posebne naprave za stezanje i držanje obradaka nepravilnog oblika (otkivci, odljevci). Za razliku od bušenja i glodanja, kod tokarenja se pokreće masivni obradak velikom brzinom vrtnje (brzina rezanja). Zbog navedenog treba paziti na sljedeća pravila:
- tijelo naprave treba biti što lakše, ali i dovoljno kruto;
- naprava treba biti što bolje uravnotežena (balansirana) i s točnom kružnošću vrtnje (udar);
- tokarski nož treba postaviti s malim krakom i čvrsto stegnuti;
- stezna sila mora biti dovoljna da se suprotstavi centrifugalnoj sili i pri velikom broju okretaja.

Oblik obratka i prethodna obrada su odlučujići za određivanje položaja u napravi. Kratki obradak u obliku diska oslanja se na čelnu plohu, a dugi na obodnu (plašt). Mjera l1 treba biti što duža, a mjera l2 što kraća da se smanji moment naginjanja. Sile stezanja moraju biti dovoljno velike da se suprotstave silama rezanja, a da pri tome ne izobliče (deformiraju) obradak. Ovo je posebno važno za tankostijene obratke.
Naprava se pričvršćuje na steznu glavu radnog vretena, u stožasti provrt vretena ili na plansku ploču. Za pričvršćenje naprave na glavu radnog vretena potrebna je međuploča koja olakšava podešavanje i ugradnju naprave na drugu tokarilicu s pripadajućom međupločom. Pričvršćenje u provrt radnog vretena koristi se samo za manje, a planska ploča za velike naprave. Naprave se dijele po načinu oslanjanja i stezanja na stezne trnove, stezne glave i ekscentrične naprave.